# Zjawisko Faradaya

Obrót płaszczyzny polaryzacji światła na skutek zjawiska Faradaya

Zjawisko Faradaya, zjawisko magnetooptyczne – zjawisko fizyczne polegające na obrocie (o pewien kąt) płaszczyzny polaryzacji światła spolaryzowanego liniowo w czasie przechodzenia światła przez ośrodek, w którym istnieje pole magnetyczne.
Zjawisko zostało odkryte przez Michaela Faradaya w 1845 r. i było pierwszym eksperymentem ujawniającym związek światła z magnetyzmem.

## Opis ilościowy
Wzór na kąt skręcenia:
β = V·B·d
gdzie
β – kąt skręcenia (w radianach)
B – indukcja magnetyczna w kierunku propagacji światła (w teslach)
d – długość na jakiej światło oddziałuje z polem magnetycznym (w metrach)
V – stała Verdeta - wyznaczana empirycznie zależna od długości fali, gęstości materiału i temperatury.

## Zastosowania
Zjawisko Faradaya znalazło zastosowanie w technice laserowej w postaci urządzenia o nazwie rotator Faradaya, który jest wykorzystywany przy modulacji światła, np. w tzw. migawkach magnetooptycznych i urządzeniach przepuszczających światło tylko w jednym kierunku (tzw. izolatory optyczne). Cechą charakterystyczną rotatora Faradaya jest, że płaszczyzna polaryzacji zawsze jest skręcana w tę samą stronę, niezależnie od kierunku przepływającego światła (asymetria), co znajduje zastosowanie przy budowie cyrkulatorów i izolatorów optycznych.